# Maksim Palienko
Maksim Vladimirovič Palienko (in russo Максим Владимирович Палиенко?; Samara, 18 ottobre 1994) è un calciatore russo, centrocampista dell'Urartu.

## Palmarès

### Competizioni nazionali
- Pervenstvo Futbol'noj Nacional'noj Ligi: 1

Kryl'ja Sovetov Samara: 2014-2015
- Coppa di Russia: 1

Tosno: 2017-2018